# 豪士羅區

議會標誌

豪士羅區（英語：London Borough of Hounslow，/lʌndən bʌɹə ɒv ˈhaʊnzləʊ/ⓘ）是英國英格蘭大倫敦外倫敦的自治市，人口218,600，面積55.98平方公里。

## 友好城市
- 法國 伊西莱穆利诺

## 外部連結
- （英文）豪恩斯洛區政府網（页面存档备份，存于）

51°28′3″N 0°21′42″W / 51.46750°N 0.36167°W